# Live at the Garden
Live at the Garden es la cuarta realización en DVD del grupo de rock Pearl Jam, grabado durante el concierto ofrecido el 8 de julio de 2003 en el Madison Square Garden de Nueva York y lanzado el 11 de noviembre de 2003.

## Reseña
El DVD cubre uno de los conciertos de Pearl Jam realizados durante la gira de soporte para el álbum Riot Act, donde además hace su debut el tecladista Boom Gaspar. El concierto también está disponible en formato CD como parte de la serie de Bootlegs oficiales del grupo lanzada en 2003. El DVD además incluye varias canciones extras, además de cuatro montajes y la opción Matt Cam, que ya había aparecido en el DVD Touring Band 2000, en la cual se muestran tomas centradas en la ejecución del baterista Matt Cameron en algunas canciones.

## Lista de canciones

### Disco 1
1. "Love Boat Captain"
2. "Last exit"
3. "Save You"
4. "Green Disease"
5. "In My Tree"
6. "Cropduster"
7. "Even Flow"
8. "Gimme Some Truth"
9. "I Am Mine"
10. "Low Light"
11. "Faithfull"
12. "Wishlist"
13. "Lukin"
14. "Grievance"
15. "1/2 Full"
16. "Black"
17. "Spin the Black Circle"
18. "Rearviewmirror"

### Disco 2
1. "You Are"
2. "Thumbing My Way"
3. "Daughter" (con Ben Harper)
4. "Crown of Thorns"
5. "Breath"
6. "Better Man"
7. "Do the Evolution"
8. "Crazy Mary"
9. "Indifference" (con Ben Harper)
10. "Sonic Reducer" (con Tony Barber of the Buzzcocks)
11. "Baba O'Riley" (con Steve Diggle of the Buzzcocks)
12. "Yellow Ledbetter"

### Canciones extras
- "Throw Your Arms Around Me" (23-02-2003, Burswood Dome, Perth, Australia, con Mark Seymour de Hunters and Collectors)
- "Dead Man" (17-07-2003, PNC Bank Arts Center, Holmdel, Nueva Jersey, Actuación solista de Eddie Vedder)
- "Bu$hleaguer" (Collage de varias presentaciones)
- "Fortunate Son" (Collage de varias presentaciones, con Johnny Marr, Betchadupa, Cheetah Chrome, Sleater-Kinney, Corin Tucker, Mike Tyler, Steve Earle, Jack Irons, Ben Harper, Billy Gibbons, Ann y Nancy Wilson de Heart, Idlewild, y los Buzzcocks)
- "Down" (Versión de Estudio, con montajes de momentos previos al concierto)
- "All Those Yesterdays" (Audio tomado del concierto del 11-07-2003, Tweeter Center Boston, Mansfield, Massachusetts, versión acústica, con montaje del equipo de apoyo)

### Canciones conMatt Camm
- "Last Exit"
- "Green Disease"
- "Cropduster"
- "You Are"
- "Crown of Thorns"

### Huevo de Pascua Virtual
- El DVD contiene un Huevo de Pascua Virtual, para la canción "Hunger Strike", tomada del concierto del 19 de julio de 2003 en el Palacio de los Deportes, México, ejecutada con Corin Tucker de Sleater-Kinney.

## Posiciones en listas
Toda la información está tomada de Billboard.
| Año  | Lista               | Posición |
| ---- | ------------------- | -------- |
| 2003 | US Top Music Videos | 2        |

## Créditos
- Mike McCready – Guitarra
- Matt Cameron – Batería
- Eddie Vedder – Voz, Guitarra
- Stone Gossard – Guitarra
- Jeff Ament – Bajo
- Boom Gaspar – Teclado Hammond B3, Fender Rhodes

- Filmado por Liz Burns, Steve Gordon, Kevin Shuss, Brandon Vedder
- Edición - Steve Gordon
- Mezcla - Brett Eliason
- Grabación - John Burton
- Masterización - Ed Brooks en RFI CD Mastering
- Diseño de Portada y Arte - Brad Klausen